# Alena Schillerová
Alena Schillerová (* 18. března 1964 Brno), rozená Dupalová, je česká politička a bývalá úřednice, od prosince 2017 do prosince 2021 ministryně financí ČR v první i druhé Babišově vládě a od dubna 2019 do prosince 2021 místopředsedkyně druhé vlády Andreje Babiše. Předtím byla od ledna 2016 do prosince 2017 náměstkyně ministra financí ČR. Pozici ministryně financí zastávala jakožto první žena v historii České republiky. V říjnu 2021 byla zvolena poslankyní Poslanecké sněmovny PČR, následně se stala i předsedkyní Poslaneckého klubu ANO. Do října 2021 působila jako nestranička, po sněmovních volbách toho roku vstoupila do hnutí ANO 2011, v únoru 2022 byla zvolena jeho místopředsedkyní.

## Život
Pochází z Malhostovic, vystudovala gymnázium v Tišnově (maturita 1982), a poté obor právo na Právnické fakultě University Jana Evangelisty Purkyně v Brně (nynější Masarykovy univerzity), kde promovala v roce 1988. Na téže fakultě pak o dva roky později uspěla v rigorózním řízení a získala titul JUDr. Dálkově pak ještě na Právnické fakultě MU vystudovala doktorský obor správní a zemědělsko-družstevní právo, v roce 2000 získala titul Ph.D.
Pracovní kariéru ve finanční správě začala v roce 1991 jako právnička na Finančním úřadu Brno-venkov, kde se pak v roce 1994 stala vedoucí právního a exekučního oddělení. V letech 1995 až 2006 byla zástupkyní ředitele Finančního úřadu Brno-venkov, mezi roky 2006 a 2012 pak přímo ředitelkou. Krátce pak pracovala jako zástupkyně ředitele a vedoucí Odboru metodiky a výkonu daní Finančního úřadu pro Jihomoravský kraj (2013 až 2014) a ředitelka Odboru právního a daňového procesu Generálního finančního ředitelství (2014 až 2015).
Externě spolupracuje s Právnickou fakultou Masarykovy univerzity. Od roku 2009 byla členkou vědecké rady Fakulty podnikatelské VUT v Brně. Věnuje se také přednáškové činnosti pro odbornou veřejnost a Komoru daňových poradců ČR.
Její dcera Petra Rusňáková byla brněnskou radní za hnutí ANO. Zeť David Rusňák, bývalý člen, sponzor hnutí ANO a zakladatel společnosti DRFG, byl vyšetřován v případu zneužívání informací z policejních databází. Jeho stíhání však bylo podmíněně zastaveno.

### Kariéra
V roce 2014 byla Alena Schillerová ředitelkou odboru právního a daňového procesu na Generálním finančním ředitelství. V té době zaslali němečtí úředníci finančního úřadu v Chemnitzu na českou finanční správu upozornění na podezřelé praktiky, kterými Agrofert ze svěřeneckého fondu Andreje Babiše krátil daně přes fiktivní reklamu na farmě Čapí hnízdo, ke kterým docházelo mezi lety 2009 a 2013 a šlo o celkovou výši 270 milionů korun. Český finanční úřad ale závažné informace policii nepředal, a proto došlo k jejich promlčení. Odpovědnou osobou byla Alena Schillerová.
Dne 1. ledna 2016 byla jmenována odbornou náměstkyní ministra financí ČR pro daně a cla (na tomto postu nahradila Simonu Hornochovou). Do povědomí veřejnosti se dostala zejména v souvislosti se zaváděním EET, jehož legislativní a technickou přípravu měla na starosti. Prioritou Aleny Schillerové v pozici náměstkyně byla také příprava zcela nového zákona o dani z příjmu, který společně s projektem samovyměření a daňového portálu hodlalo Ministerstvo financí představit do konce roku 2017.

### Politické působení
V souvislosti s vládní krizí v květnu 2017 ohledně korunových dluhopisů ministra financí ČR a jeho ovlivňování médií se o ní spekulovalo jako o možné nástupkyni po Andreji Babišovi v čele Ministerstva financí ČR. Ten ji dokonce premiérovi Bohuslavu Sobotkovi oficiálně navrhl. Premiér její nominaci však odmítnul s tím, že nevěří v její nestrannost v souvislosti s vyšetřováním korunových dluhopisů a nadužívání zajišťovacích příkazů.
Na přelomu listopadu a prosince 2017 se stala kandidátkou na post ministryně financí ČR ve vznikající první vládě Andreje Babiše. Dne 13. prosince 2017 ji prezident Miloš Zeman do této funkce jmenoval. Krátce po svém nástupu na ministerstvo odvolala z funkce svého náměstka Ondřeje Závodského. Ten oznámil, že zváží případné právní kroky. Server Neovlivní.cz poukázal na skutečnost, že jeho podřízení pracovali na stanovisku, zda bylo v pořádku, že Schillerová užívala služební byt finanční správy a platila za něj v centru Prahy pět tisíc měsíčně.
Na konci června 2018 ji Andrej Babiš opět navrhl na post ministryně financí ČR ve své druhé vládě a dne 27. června 2018 ji prezident Miloš Zeman do této vlády jmenoval. Dne 30. dubna 2019 se navíc stala místopředsedkyní druhé vlády Andreje Babiše pro ekonomiku a finance.
V pozici ministryně financí byla také na začátku roku 2020, kdy se Česko začalo potýkat s ekonomickými dopady boje proti pandemii covidu-19. Na tomto postu byla tak jednou z klíčových osob určujících ekonomickou strategii. Jedním z podrobně sledovaných témat byl způsob pomoci OSVČ zasaženým dopady pandemie.
Dle serveru Neovlivní.cz bydlí Schillerová s příjmem 173 000 Kč měsíčně v luxusním bytě o velikosti 100 m2 v Praze 1, v Salvátorské ulici, přičemž výdaje spojené s bydlením za ni platí stát. V květnu 2020 přišly Hospodářské noviny s tvrzením, že se Schillerová neúčastní videokonferencí se svými kolegy z členských zemí Evropské unie, protože neovládá dobře angličtinu. Ministryně to označila za lež. Když jí však novináři položili dotaz v angličtině, rozhovor ukončila a odešla.
Ve volbách do Poslanecké sněmovny PČR v roce 2021 byla z pozice nestraničky lídryní hnutí ANO v Jihomoravském kraji. Získala 22 968 preferenčních hlasů a byla zvolena poslankyní. Dne 12. října 2021 se navíc stala novou předsedkyní Poslaneckého klubu hnutí ANO, v této funkci vystřídala Jaroslava Faltýnka. Dne 19. října 2021 vstoupila do hnutí ANO, na sněmu hnutí v únoru 2022 se stala jeho místopředsedkyní.
V komunálních volbách v roce 2022 neúspěšně kandidovala do Zastupitelstva města Brna z 30. místa kandidátky hnutí ANO. V roce 2022 zároveň kandidovala i do Zastupitelstva městské části Brno-Komín, a to z posledního 17. místa kandidátky hnutí ANO. Mandát zastupitelky městské části se jí však nepodařilo získat.
V únoru 2023 ji označil předseda hnutí ANO Andrej Babiš společně s Karlem Havlíčkem za novou hlavní tvář hnutí. Na sněmu hnutí v únoru 2024 obhájila funkci řadové místopředsedkyně.
Ve volbách do Poslanecké sněmovny PČR v roce 2025 je lídryní hnutí ANO v Jihomoravském kraji.

### Kauza fotografů ve službách Schillerové
Na konci ledna 2022 přišly Seznam Zprávy se zjištěním, že Ministerstvo financí v době od září 2020 do listopadu 2021 vynaložilo téměř dva miliony korun (bez odvodů) na platy a odměny pro fotografa a kameramana, zaměstnance tiskového odboru, kteří Schillerovou fotili a natáčeli na její profily na Facebooku a Instagramu. Schillerová to hájila v pořadu Otázky Václava Moravce tím, že fotografové prezentovali lidem „velice složitou materii Ministerstva financí“. Server Hlídač státu pak prověřil všech 1023 instagramových příspěvků z daného období a došel k tomu, že 46,6 % příspěvků je ryze osobního charakteru a nijak nesouvisí s prací ministerstva. Server Neovlivní.cz poté přišel s další zprávou, že na ministerstvu bylo nalezeno několik fotoknih, které obsahují pouze fotografie Aleny Schillerové a jejímž autorem je fotograf Petr Kořínek, který Schillerovou fotil před nástupem výše zmíněných fotografů. Dle právníka Závodského by měl stát po Schillerové peníze vymáhat zpět, neboť patrně došlo k využívání veřejných statků pro vlastní potřebu, což srovnává např. s použitím služebního auta pro soukromé účely.